# Azas
Azas es una localidad y comuna francesa situada en el departamento de Alto Garona y la región de Mediodía-Pirineos, a unos 20 km al nordeste de Toulouse.

## Demografía
| 309 | 279 | 254 | 306 | 351 | 402 |
| Para los censos de 1962 a 1999 la población legal corresponde a la población sin duplicidades (Fuente: INSEE [Consultar]) |     |     |     |     |     |